# WLB-Reihe 400
| Reihe 400                             | Reihe 400                      |
| ------------------------------------- | ------------------------------ |
| Ein Triebwagen der Reihe 400 in Baden |                                |
| Länge:                                | 26,942 m                       |
| Breite:                               | 2,50 m                         |
| Hersteller:                           | Bombardier                     |
| Baujahr(e):                           | 2000–2010                      |
| Spurweite:                            | 1.435 mm                       |
| Höhe:                                 | 3,40 m                         |
| Sitzplätze:                           | 70                             |
| Leergewicht:                          | 35 t                           |
| Höchstgeschwindigkeit:                | 80 km/h                        |
| Stromversorgung:                      | Oberleitung 600/750/850 Volt = |
| Motortype:                            | Drehstrom-Asynchron            |
| Motorleistung:                        | 4×100 kW                       |
| Anzahl:                               | 14                             |

Die Reihe 400 der Wiener Lokalbahnen (WLB) sind Niederflur-Gelenktriebwagen die in den Jahren 2000 bis 2010 für den Einsatz auf der Lokalbahn Wien–Baden gebaut wurden.

## Allgemeines
Um den 7,5-Minuten-Takt zwischen Wien Oper und Wiener Neudorf zu gewährleisten, wurden im Jahr 2000 sechs neue Triebwagen beschafft. Da die zuvor für die Wiener Lokalbahnen gebauten Fahrzeuge der Reihe 100 technisch, insbesondere in Bezug auf die Barrierefreiheit, nicht mehr den Anforderungen entsprachen, wurden neue Fahrzeuge konstruiert. Diese basieren weitgehend auf den Fahrzeugen der Type T, die seit 1995 auf der Wiener U-Bahn-Linie U6 im Einsatz sind. Wegen unterschiedlicher Lichtraumprofile sind die Triebwagen der Reihe 400 mit einer Breite von 2,5 m etwas schmaler als die 2,65 m breiten Fahrzeuge der Type T. Sowohl die Type T als auch die Reihe 400 sind als Zweirichtungsfahrzeuge ausgelegt, da auf der Linie U6 aber keine Solo-Triebwägen verkehren wurde die Type T mit nur einem vollwertigen Führerstand pro Fahrzeug ausgestattet, die Triebwagen für die WLB besitzen hingegen an beiden Enden Fahrerkabinen. Ein weiterer Unterschied zwischen den beiden Fahrzeugen betrifft Anzahl der Fahrgasttüren. Bei der Type T befinden sich an jeder Seite 3 Doppeltüren, bei der Reihe 400 nur 2, denn während auf der Wiener U-Bahn der rasche Fahrgastwechsel Priorität hat, konnten, dem Einsatzgebiet auf der WLB entsprechend, durch den Entfall eines Türraums zusätzliche Sitze eingerichtet werden. Um in möglichst vielen Zügen ein Niederflurfahrzeug anbieten zu können, wurden die Fahrzeuge mit einer, mit den Vorgängerfahrzeugen der Baureihe 100 kompatiblen Vielfachsteuerung ausgestattet, wobei dies auch durch Anpassungen an den älteren Fahrzeugen erreicht wurde. Es wurde häufig in Doppeltraktion aus je einem Triebwagen der Reihe 100 und 400 gefahren, mit der Auslieferung der Triebwagen der Reihe 500 ist diese Betriebsform jedoch seltener geworden, da sich die Reihe 100 seither in der Ausmusterung befindet.
Hersteller der Fahrzeuge war ein Konsortium der Firmen Bombardier, Adtranz, ELIN und Siemens. In 3 Serien wurden insgesamt 14 Fahrzeuge gebaut. Bei der zweiten Serie, die eigentlich in den Jahren 2006 und 2007 in Betrieb gehen sollte, gab es Probleme mit der Zulassung, so dass die vier Fahrzeuge über ein Jahr auf den Einsatz im Fahrgastbetrieb warten mussten.
Um den Zugang für Rollstuhlfahrer bei unterschiedlichen Bahnsteighöhen zu verbessern wurden die Fahrzeuge der 3. Serie mit einem Hublift ausgeliefert, bei den Fahrzeugen der beiden ersten Serien wurde dieser nachgerüstet. Unterschiede zwischen den Serien der Baureihe 400 betreffen auch die Klimatisierung. Im Jahr 2020 wurde von den Wiener Lokalbahnen der Umbau aller Fahrzeuge der Baureihe 400 auf vollwertige Klimaanlagen ausgeschrieben.

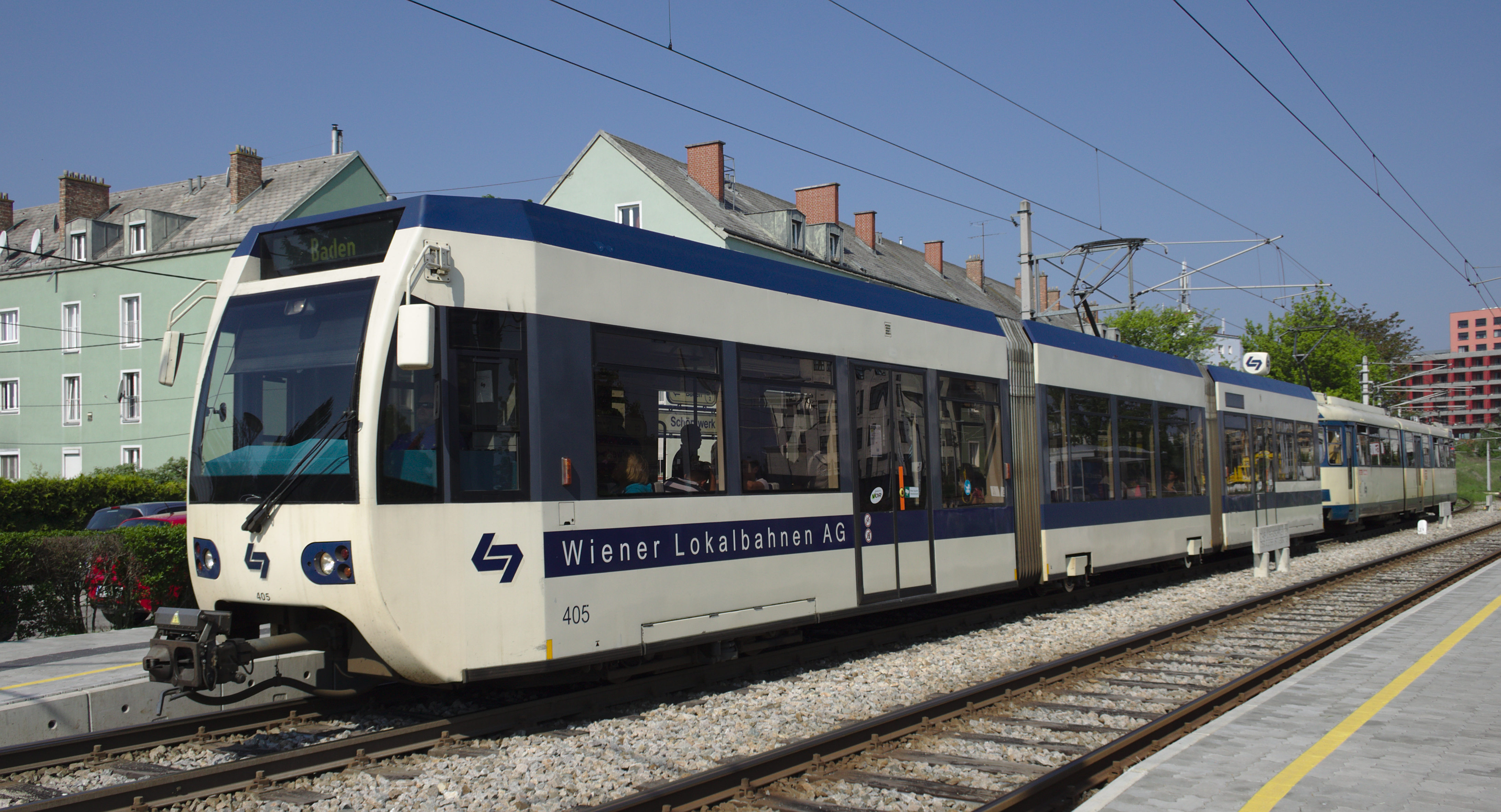
TW 405 in der Haltestelle Schöpfwerk
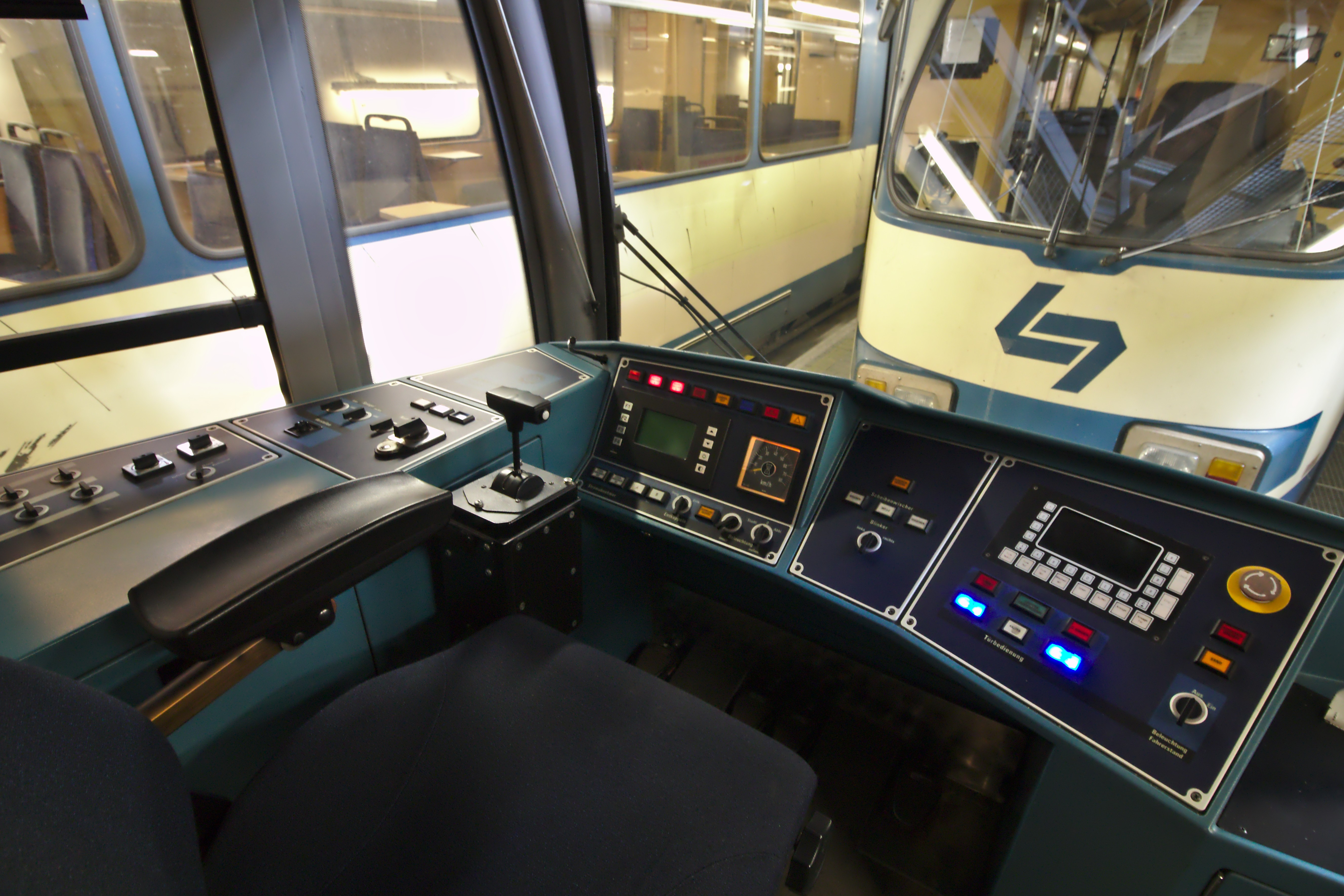
Führerstand
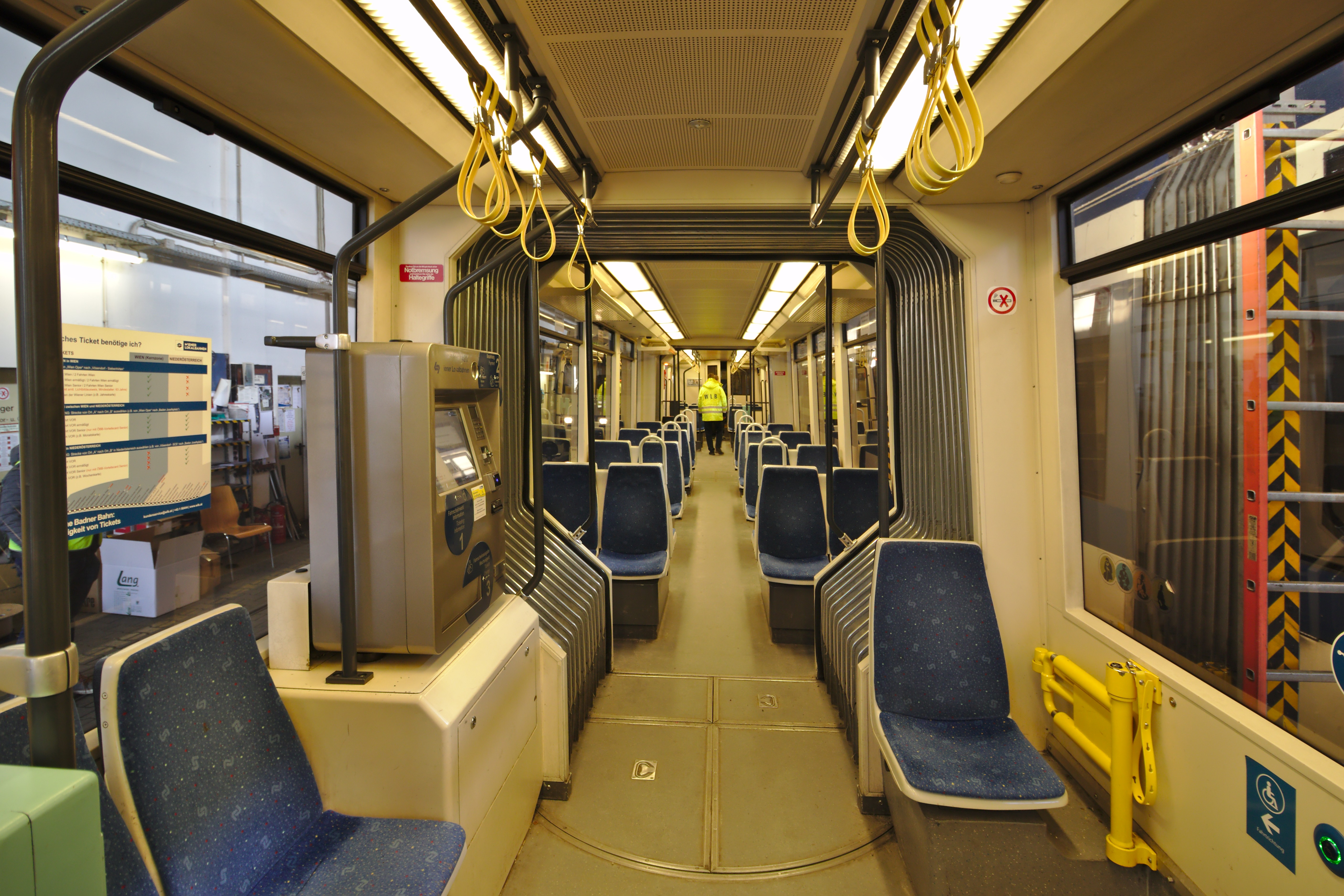
Fahrgastraum